# Acentología
La acentología es una parte de la fonología que estudia sistemáticamente el acento prosódico o tono de las palabras y las frases. Se han desarrollado la acentología germánica, baltoeslava, indoeuropea, y japonesa.